# (2568) Maksutov
(2568) Maksutov (1980 GH) – planetoida z pasa głównego asteroid okrążająca Słońce w ciągu 3,28 lat w średniej odległości 2,21 j.a. Odkryta 13 kwietnia 1980 roku.